# Faraglione di Matermania
Il faraglione di Matermania è un'isola dell'Italia, in Campania.